# Гумперт, Борис Вячеславович
Борис Вячеславович Гумперт (7 сентября 1895 — 22 апреля 1981) — моряк, государственный и общественный деятель, почётный гражданин Одессы.

## Биография
Борис Гумперт родился 7 сентября 1895 года в селе Брынзены, Бессарабская губерния, в семье рабочего. В возрасте 13 лет, окончив церковноприходскую школу, поступил в четырёхклассное училище в Бельцах. Однако в 1912 году за участие в забастовке студентов был отчислен.
В 1915 году его призвали на военную службу и зачислили на Черноморский флот — сначала был юнгой, потом матросом. Служил на военном транспорте в Одессе, там примкнул к социал-демократам. В декабре 1916 года был арестован и приговорён к заключению за антивоенную агитацию.
В период Февральской революции 1917 года был избран главой судового комитета, а затем — отрядного комитета судов. Стал членом РСДРП(б). В декабре 1917 года в качестве командира отряда моряков принял участие в боях за установление советской власти в Одессе, которые длились три дня. Затем агитировал крестьян на борьбу с австро-венгерскими оккупантами в сёлах Херсонской губернии. После оккупации Одессы, с марта 1918 года, в подполье, возглавил Одесский морской районный комитет КП(б)У, входил в областной военно-революционный комитет. По заданию партии отправился в захваченную Румынией Бессарабию, где проводил подпольные собрания, налаживал деятельность печати, содействовал местным коммунистам в создании партийных организаций, подготовке вооружённого восстания. За это румынский военно-полевой суд заочно вынес ему смертный приговор. В период деникинского режима руководил подпольным райкомом партии, был членом губернского ВРК.
После победы над белогвардейцами с февраля 1920 года Борис Гумперт на партийной и профсоюзной работе.
В 1921—1924 годах он учился на судостроительном отделении водного института, также был постоянным комиссаром, возглавлял партийную ячейку. После окончания института работал в Одессе на флоте штурманом дальнего плавания. В 1925—1927 годах был директором Политехникума водных путей сообщения, затем до 1930 года — начальник Азово-Доно-Кубанского отдела просвещения на транспорте. В 1930-е годы был на разных должностях: начальник отдела кадров и учебного комбината Доно-Кубанского пароходства, директор Политехникума водного транспорта, начальник отдела подготовки кадров Доно-Кубанского пароходства. Во время работы в Ростове-на-Дону избирался в бюро райкома партии, в городской совет.
В период сталинских репрессий он был арестован и полгода находился под следствием. После освобождения в 1939—1941 годах заведовал отделом народного образования, отделом кадров и спецчастью на заводе в Ростове-на-Дону.
Во время Великой Отечественной войны Гумперт оставался на оккупированной территории, работал в пригородном хозяйстве, позже перебрался в Одессу. До освобождения участвовал в подпольной деятельности — возглавлял антифашистскую организацию, был комиссаром партизанского отряда, который находился в катакомбах, награждён медалью «За отвагу». Участвовал в боях за освобождение Одессы.
После освобождения УССР Борис Гумперт работал в Черноморском пароходстве старшим инспектором — начальником подготовки кадров ЧМП, а с апреля 1947 года руководил подготовкой гарпунёров, был капитаном-наставником управления антарктической китобойной флотилии «Слава». За успешную трудовую деятельность награждён орденом «Знак Почёта».
В 1961 году после тяжёлой болезни вышел на пенсию, но не перестал активно участвовать в общественной жизни Одессы.
30 октября 1967 года решением сессии Одесского городского совета персональному пенсионеру республиканского значения Борису Гумперту за активное участие в борьбе за власть Советов, в развитии морского транспорта и воспитании моряков присвоено звание почётного гражданина Одессы.
Умер Борис Гумперт 22 апреля 1981 года, похоронен на Таировском кладбище.